# Barca (Maia)
Barca ist eine ehemalige Gemeinde der Stadt Maia im Norden Portugals.

## Verwaltung
Barca war eine Gemeinde (Freguesia) im Kreis (Concelho) von Maia, im Distrikt Porto. Am 30. Juni 2011 hatte die Gemeinde 2644 Einwohner auf einer Fläche von 3,3 km².
Im Zuge der administrativen Neuordnung 2013 in Portugal wurde die Gemeinde Barca mit den Gemeinden Gemunde, Gondim, Santa Maria de Avioso und São Pedro de Avioso zur neuen Gemeinde Castêlo de Maia zusammengeschlossen.